# Смоленско језеро
Смоленско језеро (рус. Смоленское водохранилище) вештачко је језеро на крајњем северу Духовшчинског рејона и Смоленске области, у европском делу Руске Федерације.
Језеро је настало преграђивањем корита реке Шеснице кок села Устје 1977. године, чиме је знанто проширено ујезерено подручје некадашњег ледничког језера Сошно. Језеро је саграђено за потребе Смоленске ТЕ (капацитета 650 МВт).
Површина језерске акумулације је 6,86 км², максималне дужине до 10,5 км и ширине до 600 метара. Просечна дубина је око 5,8 м (максимално до 11 метара). Површина басена је око 57,2 км².
Страшно је загађено нафтним дериватима и солима тешких метала. На месту где се у језеро испуштају отпадне воде из термоелектране готово да нема вегетације, а обале се никада не мрзну ни током најјачих зима. 